# Pegomya defecta
Pegomya defecta är en tvåvingeart som beskrevs av Huckett 1966. Pegomya defecta ingår i släktet Pegomya och familjen blomsterflugor. Inga underarter finns listade i Catalogue of Life.